# Mèo con (phim)
Mèo Con là một bộ phim hoạt hình của đạo diễn Ngô Mạnh Lân, ra mắt lần đầu năm 1966.

## Lịch sử
Truyện phim phỏng theo truyện ngắn Cái tết của Mèo Con của Nguyễn Đình Thi.

## Nội dung
Chuyện phim kể về chú Mèo Con từ lúc còn nhỏ bé, ngây thơ đến khi trưởng thành, đủ sức đánh bại lão Chuột Cống gian ác.

### Nhân vật
- Mèo Con, chị Chổi Rơm, bác Nồi Đồng
- Bà, bé Bống, Lão Chuột Cống, Cây Cau, lũ Chuột Nhắt, ông Cóc Tía, Rắn Hổ Mang...

## Ê-kíp thực hiện
- Họa sĩ: Hữu Đức

## Hậu trường
Năm 1965, thời điểm không quân Mỹ bắt đầu bắn phá miền Bắc Việt Nam, ê-kíp làm phim buộc phải sơ tán lên vùng nông thôn Mê Linh (Vĩnh Phú).
Trong hoàn cảnh khó khăn, phương tiện sáng tạo nghệ thuật thiếu thốn nhưng bộ phim hoạt hình đen trắng Mèo Con vẫn được ra đời. "Suốt 5 tháng làm việc miệt mài, điện không có, vừa vẽ vừa quay bấm từng cảnh bằng chiếc máy quay phim 16 li rồi in tráng thủ công. Được kha khá lại vác máy đi bộ ra trung tâm huyện cách đó 6-7 km nhờ điện chiếu để duyệt. Những hôm phải đội mưa, bấm từng móng chân trên đường đất lầy lội, khom mình giữ phim cho an toàn đội đêm ra cho kịp sáng về làm việc..." - Đạo diễn Ngô Mạnh Lân hồi tưởng.

Bức thư của nhạc sĩ Hoàng Việt gửi đạo diễn Ngô Mạnh Lân trước lúc lên đường vào Nam chiến đấu.

Công sức của ê-kíp làm phim cũng được đền bù sau đó một năm... Vào tháng 8 năm 1966, Ủy ban Văn hóa - Đối ngoại thông báo Mèo Con giành giải Bồ nông Bạc và bằng khen tại Liên hoan phim hoạt hình Quốc tế Mamaia. Đây là giải thưởng Quốc tế đầu tiên của ngành Hoạt hình Việt Nam. Sau đó một năm, Mèo Con tiếp tục khiến Hoạt hình Việt Nam được vinh danh tại Liên hoan phim Frankfurt với bằng khen dành cho phim.
Nhắc tới thành quả của Mèo Con, đạo diễn Ngô Mạnh Lân không giấu ngậm ngùi khi nhớ tới người bạn – nhạc sĩ Hoàng Việt – người phụ trách phần nhạc nền cho bộ phim. Vừa tốt nghiệp từ Bulgaria về, chỉ kịp sáng tác nhạc nền cho Mèo Con, nhận được hai bức ảnh phim do Ngô Mạnh Lân gửi thì ông tình nguyện lên đường vào Nam chiến đấu. Mèo Con mãi mãi không bao giờ được chiếu cho ông xem, bởi ngay sau đó, Hoàng Việt đã hy sinh ở chiến trường miền Nam.

## Vinh danh
- Giải thưởng Bồ nông Bạc - Liên hoan phim hoạt hình quốc tế I tại Mamaia (România, 1966)[2]
- Bằng khen - Liên hoan phim quốc tế Frankfurt (1967)[3]
- Giải thưởng Bông sen Vàng - Liên hoan phim Việt Nam I tại Hà Nội (1970)[4]